# Герметический корпус
«Герметический корпус», «Корпус Герметикум», «Герметический свод» (лат. Corpus Hermeticum) или Герметика (Hermetica), — собрание философского характера из семнадцати книг Гермеса Трисмегиста, сохранившихся на древнегреческом языке. Трактаты были написаны в период между ок. 100 и 300 гг. н. э., но собрание в сегодняшнем его виде было впервые собрано средневековыми византийскими книжниками, а затем переведено на латинский язык в XV в. итальянскими учёными-гуманистами Марсилио Фичино (1433—1499) и Лодовико Лаццарелли (1447—1500). Трактаты представляют собой изложение герметической философии — греческих и египетских представлений, представляемых в виде мистических, таинственных учений.
Хотя само слово «corpus» обычно используется для обозначения всей массы дошедших до нас сочинений, относящихся к определённому автору или теме, Corpus Hermeticum содержит лишь небольшую подборку дошедших до нас герметических текстов (известных под названием Hermetica, также «высокий герметизм»). Отдельные трактаты цитировались многими авторами II—III вв., но как таковое собрание впервые упоминается в трудах византийского философа Михаила Пселла (ок. 1017—1078).
После перевода на латынь эти труды оказали большое влияние на западную эзотерическую традицию и считались очень важными в эпоху Возрождения и Реформации. Герметическая традиция утверждает, что она происходит от prisca theologia, доктрины, утверждающей, что существует единое, истинное богословие, присутствующее во всех религиях и данное Богом человечеству в древности.
Из дошедших до нас более других имеют значение 14 трактатов, объединённых под общим названием «Поймандр», переведённые на латинский язык итальянцем Марсилио Фичино (изд. 1471). В широком смысле это собрание всех трактатов Гермеса Трисмегиста. В исследовательской традиции эти трактаты относят к философскому (высокому) герметизму.

## Состав
Большинство текстов представлено в форме диалога, излюбленной формы дидактических текстов классической древности. Наиболее известным трактатом в Герметическом корпусе является его вводный трактат под названием «Поймандр». Однако, по крайней мере до XIX в. это название (в разных формах, также Pimander или Pymander) также широко использовалось для обозначения всего сборника.
Перевод Герметического корпуса на латынь в XV в. дал мощный импульс развитию мысли и культуры эпохи Возрождения, оказав глубокое влияние на таких философов, как Пико делла Мирандола (1463—1494), Джордано Бруно (1548—1600), Франческо Патрици (1529—1597), Роберт Фладд (1574—1637) и многих других.
В 1462 году Марсилио Фичино (1433—1499) работал над латинским переводом собрания сочинений Платона для своего покровителя Козимо Медичи (первого члена знаменитой семьи Медичи, правившей Флоренцией в эпоху итальянского Возрождения). Однако, когда появилась рукопись Герметического корпуса, он сразу же прервал свою работу над Платоном, чтобы начать перевод трудов Гермеса, которые в то время считались гораздо более древними и, следовательно, гораздо более авторитетными, чем труды Платона.
Если Фичино перевёл первые четырнадцать трактатов (I—XIV), то Лодовико Лаццарелли (1447—1500) перевёл остальные три (XVI—XVIII). Глава №. XV из изданий раннего нового времени некогда содержала запись из Суда (византийской энциклопедии десятого века) и тремя выдержками из герметических трудов, сохраненных Иоанном Стобеем (V век), но эта глава была опущена в более поздних изданиях, которые поэтому не содержат главы XV.
По изданию Фестюжьера, в герметический корпус входят следующие трактаты:
1. «Пэмандр» (Поймандр)
2. «Вселенская речь»
3. «Священная речь Гермеса Триждывеличайшего»
4. «Кубок, или единство»
5. «О том, что Бог невидим и в то же время в наивысшей степени явен»
6. «О том, что Благо существует только в Боге одном, и нигде более»
7. «О том, что наибольшее зло для людей есть незнание Бога»
8. «О том, что ни одно из существ не погибает и заблуждение есть то, что люди называют перемены разрушением и смертью»
9. «О мышлении и об ощущении»
10. «Ключ»
11. «Ум к Гермесу»
12. «О всеобщем Уме»
13. «Тайная проповедь на горе»
14. «Здоровье души»
15. Без названия (трактат отсутствует)[10]
16. «Дефиниции» (Асклепий (Эскулап) царю Амону (Аминю))
17. «Внетелесное „Lo incorporeo“»
18. «О волнениях тела, сковывающих душу»

Порядок текстов в Корпусе, по всей видимости, определил византийский энциклопедист XI века Михаил Пселл, этот порядок и лег в основу первого латинского перевода эпохи Возрождения. Герметический корпус также упоминается в Лексиконе Свиды X века, а ранее в арабской литературе, в том числе в Китаб аль-Фихрист и у Шахрастани. Арабам он стал известен благодаря сабеям, которые также могли иметь свой список Корпуса. Как располагались тексты изначально, сколько их было, были ли они единым произведением или самостоятельными рукописями, на данный момент неизвестно. В поздней античности обозначалось различное количество герметических книг, Климент Александрийский в Строматах называл 42 книги, Ямвлих Халдейский говорил о 20 000, а ещё ранее псевдо-Манефон о 36 525 произведениях Гермеса.
Первые 14 трактатов были привезены около 1460 года греческим монахом из Македонии во Флоренцию в службу по сбору манускриптов Козимо де Медичи. Эти трактаты были срочно переведены Марсилио Фичино на латинский язык и изданы впервые в 1471 году под заголовком «Поймандр» — по названию первого трактата.
Завершая работу Марсилио Фичино, Лодовико Лаццарелли переложил с греческого на латынь последний, пятнадцатый по счету трактат «Герметического свода» (в современных изданиях герметических текстов разбит на три самостоятельных трактата, следующие под номерами 16, 17, 18), отсутствующий в рукописи, которой пользовался флорентийский философ. Перевод Лаццарелли был издан Симфорианом Шампье в Лионе в 1507 среди сочинений этого французского гуманиста под названием «Определения Асклепия, ученика Гермеса Трисмегиста» (Diffinitiones Asclepii Hermetis Trismegisti discipuli). Трактат «Определения …» также был найден, в иной редакции, на армянском языке.
Наиболее полное изложение герметического учения дано в первом трактате Корпуса — Пэмандр (или «Поймандр»). Этот трактат представляет собой откровение, данное Гермесу Трисмегисту Богом Отцом (который и именуется Пэмандром). В «Пэмандре» затрагиваются все основные аспекты герметической доктрины: теология, космогония, антропология, сотериология и эсхатология.
К Корпусу примыкает ещё ряд трактатов и фрагментов, дошедших в составе компиляции из Антологии Стобея, самые крупные фрагменты обозначены следующими названиями:
- Гермес к Аммону
- Гермес к Тату
- Речь Исиды к Гору
- Исида Прорицательница своему сыну Гору
- Афродита
- Дева, или зеница мира.[14]

Большая часть из них представляет речи Гермеса Трисмегиста, в которых он излагает полученное сверхъестественным путём Божественное откровение. Несколько близких герметических трактатов занимают вторую половину VI кодекса Библиотеки Наг-Хаммади:
- Рассуждения о восьмёрке и девятке
- Молитва благодарения и Заметка переписчика о других многочисленных произведениях
- Фрагмент Асклепий 21-29

А также два предположительно герметических трактата:
- Гром, совершенный ум и Подлинное учение.

Христианские апологеты: Климент Александрийский, Кирилл Александрийский, Тертуллиан, Лактанций, Ефрем Сирин и др. наряду с языческими авторами (Ямвлих, Зосима) упоминают и цитируют иные не дошедшие рукописи Герметического корпуса.
В Герметический корпус не входят рукописи практического (низкого) герметизма, которые были также подписаны именем Гермеса Трисмегиста или его учеников и написаны во времена создания Корпуса.

## Персонажи
- Гермес Трисмегист — это главный участник диалогов Герметического корпуса, большинство трактатов подписано этим именем. Он основан на египетском образе бога Тота, покровителя искусства, науки и магии. Он был популярен в эпоху Птолемеев, и был у греков отождествлён с Гермесом. Трисмегист означает «Трижды величайший», это был титул Тота, пришедший на смену титула «Дважды великий». В Корпусе Гермес Трисмегист — уже представлен не как бог, а как человек с божественным знанием.
- Асклепий Имуфет — старший ученик Гермеса, в общей сложности двадцать раз упоминается в трактатах Герметического корпуса, ему посвящены диалоги II, VI, IX и X, а в XVI диалоге он сам является учителем царя Амона. Его образ восходит к обожествлению египетского Имхотепа, который разбирался в медицине, чистописании и астрологии. В течение некоторого времени он считался сыном бога Птаха и учеником Тота. Греками он был отождествлён с богом врачевания Асклепием, который в эпоху эллинизма имел свой популярный культ. Его именем назван самый объёмный из не вошедших в корпус герметический трактат — Совершенное слово или Асклепий.
- Тат — сын (возможно, духовный сын) Гермеса Трисмегиста. «Тат» является производным от имени Тота. Его имя появляется двадцать раз в трактатах, ему посвящено большинство герметических текстов Корпуса и прочие фрагменты. В XVII диалоге Герметического корпуса, он является священником, который говорит с анонимным царём (возможно, с царём Амоном). Также, по всей видимости, он является участником диалога Рассуждение о Восьмёрке и Девятки из Библиотеки Наг-Хаммади, который по своей логике схож с XIII трактатом Корпуса, в обоих текстах говорится о тайном герметическом посвящении.
- Аммон (Амон) — царь и последователь Гермеса Трисмегиста. Появляется в поздних трактатах Корпуса. Это имя греческий вариант Амун, или Амон-ра, который был отождествлён с ветром, воздушными и космическими элементами. Аммон для греков, был связан с Зевсом. Такие философы, как Платон и Ямвлих считали Амона, как египтяне, голосом бога Тота. Ему также посвящены трактаты не вошедшие в Корпус: Гермес к Аммону, Из речей Гермеса и др.
- Поймандер — божественный Ум Гермеса Трисмегиста и одновременно Ум Бога Отца, с которым общается Гермес в I одноимённом трактате Корпуса, где Поймандер упоминается двадцать раз. В других же трактатах всего дважды. Вероятно, его вторым названием является Нус — Ум с которым Гермес общается в трактате XI. Ум к Гермесу.
- Агатодемон — (Добрый дух, Добрый гений) фигура неоднозначная, которая случайно появляется в обсуждении в Корпусе в трактатах Х § 23, XII и XIII, а также в некоторых фрагментах. Он отождествляется с умом и с индивидуальным духом (гениального) человека. Он также учитель Гермеса Трисмегиста. Вероятно ему принадлежали не дошедшие до нас произведения, которые легли в основу создания Герметического корпуса. Агатодемон также упоминается алхимической традиции, как один из первых алхимиков, чьи трактаты были значимы, но до нас не дошли.

Персонажи других герметических трактатов не вошедших в Корпус:
- Исида и Гор — в герметических текстах IV в. н. э. Гермес и его близкие ученики упоминаются как уже ушедшие из этого мира. В диалогах теперь главные герои Исида, ученица Гермеса Трисмегиста (в египетской мифологии ученица или дочь бога Тота), и её сын Гор, чьи имена по традиции были заимствованы из египетской эллинизированной мифологии. Считается, что использования этих имен, наряду с упоминанием в текстах Осириса, было связано с возвращением популярности мистерий Исиды и Осириса. Также этому свидетельствует Табличка Бембо, предположительно герметического происхождение, и Стела Меттерниха как пример культа Гора связанного с культом Тота. До нас дошли следующие фрагменты герметических трактатов с участием Исиды и Гора: Дева, или зеница мира, Исида Прорицательница своему сыну Гору, Речь Исиды к Гору.
- Мом — в греческой мифологии бог насмешки, злословия и глупости. Загадочный персонаж новой герметической космогонии (отличной от космогонии излагаемой в Поймандре) в позднем трактате Дева, или зеница мира. Мом является оппонентом Гермеса и стремится наказать людей (ещё не воплощённые ослушавшиеся души) обрушив на них болезни и несчастья, Гермес в итоге соглашается, но при условии, что воплотившимся людям будет дан шанс на спасение и искупление.
- Амнаэль — Ангел, который вторым (первого ангела имя не указано) посетил Исиду в повествование поздне-герметического трактата из Антологии Стобея Исида Прорицательница своему сыну Гору и обучил её таинствам алхимии. По всей видимости трактаты этого времени могли испытать большее иудо-христианское влияние, чем первые трактаты корпуса, где ангелы не упоминаются совсем. Так же именно в этом трактате прослеживается первая связь герметизма с алхимией.

## Основные положения и понятия
- Гнозис
- Ум (Нус), Божественный ум, Демонический ум
- Бог, Мир, Человек
- Благо и Зло
- Демиург и Материя
- Управители и демоны
- Душа и Тело
- Эон и эманации
- Разум и рассудок
- Метемпсихоз и «Тело Света»
- Пороки и Добродетели
- Судьба, необходимость, порядок и предопределённость
- Спасение и Вознесение
- Молитва и обет Молчания
- Семь сфер, Восьмая и Девятая сфера
- Солнце и Царь
- Апокалипсис

## Время написания
Фичино, следуя указаниям Лактанция и Августина, относил трактаты герметического корпуса ко времени, предшествующему Пифагору. В самих герметических трактатах говорится, что изначально они были написаны на египетском языке, но достоверных подтверждений этому не найдено. Впрочем ранние герметические произведения, такие как греческая Страсбургская космогония и египетский диалог между учителем и учеником названый в науке древняя египетская «Книга Тота», появлялись уже с III века до н. э.
Впервые глубокое сомнение в подлинности сочинений Гермеса Трисмегиста высказал швейцарский филолог Исаак Казобон в «Шестнадцати опытах о вещах священных и церковных», 1588—1614. Казабон анализировал греческий текст фичиновского «Поймандра» (14 трактатов Герметического свода) по изданию 1554 г. Свой анализ Казобон начинает с того замечания, что ни у Платона, ни у Аристотеля нет ни единого упоминания о Гермесе Трисмегисте. Затем высказывает предположение, что сочинения Гермеса Трисмегиста были фальсифицированы в раннехристианскую эпоху с целью приспособления христианской доктрины ко вкусам язычников и показывает, что они составлены отчасти по произведениям платоников, отчасти по христианским священным книгам. В качестве аргументов Казобон выдвигает следующее:
- в трактатах упоминаются Фидий и Пифийские игры;
- в них цитируются позднегреческие авторы;
- стиль трактатов носит не архаический, а позднегреческий характер и основан на соответствующем словаре.

Современные исследователи (А.-Ж. Фестюжьер, Ф. Йейтс) полагают, что «Асклепий» и трактаты герметического свода были написаны примерно во II—III веках н. э., и латинский перевод «Асклепия» ранее IV века. При этом принято считать, что Казобон преувеличил роль христиан в создании герметических сочинений, а некоторые трактаты (или фрагменты) корпуса могли быть написаны ранее I века н. э.

## Издания
Исследования и др. переводы см. в статье Герметизм
- Pimander. Mercurij Trismegisti liber de sapientia et potestate dei. Aclepius. Eiusdem Mercurij liber de voluntate diuina. Item Crater Hermetis A Lazarelo Septempedano. Parisiis : Henricus Stephanus, 1505 — Издание Жака Лефевра, в котором были собраны вместе «Поймандр» Фичино и «Асклепий».
- Английский перевод Чемберса (1882)
- Mead G. R. S. Thrice-greatest Hermes; studies in Hellenistic theosophy and gnosis, being a translation of the extant sermons and fragments of the Trismegistic literature, with prolegomena, commentaries, and notes. London and Benares, 1906. Vol. I; vol. II; vol. III.
- Французский перевод Менара (1867)
- В серии «Collection Budé» Герметический корпус издан в 4 томах: Hermés Trismégiste. Corpus hermeticum. Texte établi par A. D. Nock et traduit par A. J. Festugière:
  - Tome I: Poimandrès. — Traités II—XII. LIII, 273 p.
  - Tome II: Traités XIII—XVIII. — Asclépius. 494 p.
  - Tome III: Fragments extraits de Stobée I—XXII. CCXXVIII, 140 p.
  - Tome IV: Fragments extraits de Stobée (XXIII—XXIX) — Fragments divers. 243 p.
- Clement Salaman, Dorine Van Oven, William D. Wharton, Jean-Pierre Mahe. The Way Of Hermes. New Translations of The Copus Henneticum and The Definitions of Hermes Trismegistus to Asclepius. London, Inner Traditions International, 2000

Основные русские переводы:
- Гермес Трисмегист и герметическая традиция Востока и Запада. / Перев. К. Богуцкого. Киев-М., 1998. ISBN 966-7068-06-4
- Высокий герметизм: Гермес Трисмегист. / Пер. с древнегреч. и лат. Л. Ю. Лукомского. СПб.: Азбука-ПВ, 2001. (С. 24-184: Герметический корпус, с. 268—409: фрагменты и свидетельства).
- Герметическая литература// Русская апокрифическая студия